# Karl Karlstrand
Karl Karlstrand (3 januari 1893, Falköping - 9 januari 1942) was een Zweeds voetballer die bij voorkeur had als een aanvaller.  

## Carrière
Karlstrand is geboren in Falköping waar hij is begonnen te voetballen bij Djurgårdens IF. Karlstrand speelde zijn hele voetbalcarrière bij Djurgårdens IF. Karlstrand maakte zijn debuut in Zweden in 1914. Hij heeft 8 wedstrijden gespeeld en 2 doelpunten gescoord voor zijn nationale ploeg. Karlstrand stopte in 1922 met voetballen.
Karlstrand overleed op 9 januari 1942.